# Sparta, Missouri
Sparta är en ort i Christian County i Missouri. Vid 2010 års folkräkning hade Sparta 1 756 invånare.

## Kända personer från Sparta
- William T. Tyndall, politiker